# Łaszczyn (województwo wielkopolskie)
Łaszczyn (pol. hist. Laszczyno) – wieś w Polsce położona w województwie wielkopolskim, w powiecie rawickim, w gminie Rawicz.

## Historia
Miejscowość pierwotnie związana była z Wielkopolską. Ma metrykę średniowieczną i istnieje co najmniej od połowy XIII wieku. Wymieniona w dokumencie zapisanym po łacinie z 1240 Lasczino, 1310 Lasczin, 1398 Wlasczino (w znaczeniu: w Łaszczynie), 1406 Lasczino, 1420 Zlasczyna (w znaczeniu: z Łaszczyna), 1443 Lasczyno.
Prawdopodobne jest, że okolice miejscowości zamieszkane były wcześniej niż odnotowały to historyczne dokumenty. W okolicy, na wydmie w pobliżu drogi do Konarzewa, archeolodzy odkryli ślady nie datowanej osady.
Według pierwszego zapisu w jakim odnotowano miejscowość z 1240 biskup poznański Paweł II nadał dziesięcinę z 10 wsi, w tym m.in. z Łaszczyna, na utrzymanie kapłana stale urzędującego w Nieparcie. W 1310 książę głogowski i wielkopolski Henryk III głogowski ustanowił w Poniecu dystrykt, w którego granicach znalazło się m.in. Łaszczyn. W 1445 miejscowość należała do powiatu kościańskiego Korony Królestwa Polskiego. Od 1240 należała do parafii Niepart, a od 1411 stała się siedzibą własnej parafii połączonej w XVI wieku z parafią Sarnowa.
Wieś była własnością szlachecką należącą do lokalnej szlachty wielkopolskiej z rodu Chorągwiczów Łaszczyńskich, którzy od nazwy wsi przyjęli odmiejscowe nazwisko, a także Podrzeckich, Szurkowskich, Sarnowskich, Zakrzewskich, Chojnackich, Iłowieckich. W 1398 pani Chorągwiczyna Łaszczyńska z synami Mikołajem oraz Wojtkiem weszła w spór sądowy z Piotrem Góreckim, który otrzymał wwiązanie w posiadanie 1/4 Łaszczyna. Piotr bez skutku pozywał ją o 6 małdratów żyta oraz 2 małdraty owsa. W latach 1398–1450 właścicielem we wsi był Wojciech Chorągwicz Łaszczyński, a także w latach 1404-1420 Wawrzyniec Łaszczyński. W 1423 w procesie sądowym imiennie odnotowany został Czosnek miejscowy karczmarz, któremu Mikołaj, Gniewosz i Jan Czarnkowscy z Czarnkowa koło Ponieca zapłacili w ramach zasądzonej kary 9 grzywien. W 1449 ma miejsce kolejny spór sądowy o majętności we wsi. Sąd zachował Katarzynę Łaszczyńską wdowę po Wawrzyńcu przy jej oprawie w Łaszczynie w sporze z Sędziwojem Szurkowskim z Łaszczyna.
W latach 1444–1445 miał miejsce spór graniczny pomiędzy wsią Sarnowa należącą do panny Elżbiety oraz Łaszczynem należącym do Wojciecha Chorągwicza Łaszczyńskiego, Janusza syna Wawrzyńca, Janusza Podrzeckiego, Jana zwanego Świnia Głowa oraz Jana z Łaszczyna. W 1445 doszło do porozumienia w wyniku czego woźny sądowy zatwierdził ustalone przez skonfliktowane strony rozgraniczenie. W latach W 1474-1475 Piotr Iłowiecki skupił części wsi od innych właścicieli: Barbary wdowie po Sędziwoju II Łaszczyńskim [Szurkowskim] za 100 grzywien, Katarzynie córce Sędziwoja I Łaszczyńskiego za 60 grzywien, Jadwidze wdowie po Stanisławie zwanym Lanka 1/4 Łaszczyna oraz w 1477 od Wojciecha Łaszczyńskiego za 130 grzywien. W 1514 odnotowany został kopiec narożny dzielący wsie Łaszczyn, Konarzewo i Golinę.
W latach 1510–1563 miejscowość odnotowały historyczne rejestry podatkowe. W 1510 we wsi znajdował się folwark, 14 łanów osiadłych oraz 4 łany opuszczone. Każdy z łanów zawierał tylko 3 kwarty. Odnotowana została także karczma stojąca na połowie łana, w której warzono lokalne piwo. W 1530 miał miejsce pobór z 2 łanów w Łaszczynie. W 1563 pobór z 14 łanów, od dwóch komorników, karczmy dziedzicznej oraz wiatraka dziedzicznego. W 1581 pobrano podatki z 13 łanów, jednego łana karczmarskiego, 10 zagrodników oraz wiatraka dziedzicznego. W 1619 odnotowano we wsi 14 łanów.
W 1581 wieś odnotowana pod nazwą Lasczino położona była w powiecie kościańskim województwa poznańskiego w Rzeczpospolitej Obojga Narodów. W 1590 miejscowi posiadacze Mikołaj Zakrzewski oraz niewymieniony z imienia Chojnacki dokonali między siebie podziału okolicznych lasów.
Po rozbiorach Polski miejscowość wraz z całą Wielkopolską znalazła się w zaborze pruskim. W okresie Wielkiego Księstwa Poznańskiego (1815-1848) miejscowość należała do wsi większych w ówczesnym pruskim powiecie Kröben (krobskim) w rejencji poznańskiej. Łaszczyn należał do okręgu bojanowskiego tego powiatu i stanowił odrębny majątek, którego właścicielem był wówczas Sczaniecki. Według spisu urzędowego z 1837 roku wieś liczyła 301 mieszkańców, którzy zamieszkiwali 27 dymów (domostw). W skład majątku Łaszczyn wchodziły także Izbice (23 domy, 165 osób) oraz Żylice (35 domów, 206 osób).
W latach 1975–1998 miejscowość administracyjnie należała do województwa leszczyńskiego.

## Obecnie
Na miejscowym cmentarzu znajduje się grób Stefana Bobrowskiego, jednego z przywódców powstania styczniowego, który zginął w pojedynku w pobliskim Lesie Łaszczyńskim. Na terenie wsi znajduje się Rolniczy Kombinat Spółdzielczy, którego oddziałem była kiedyś ferma drobiu w Żylicach.

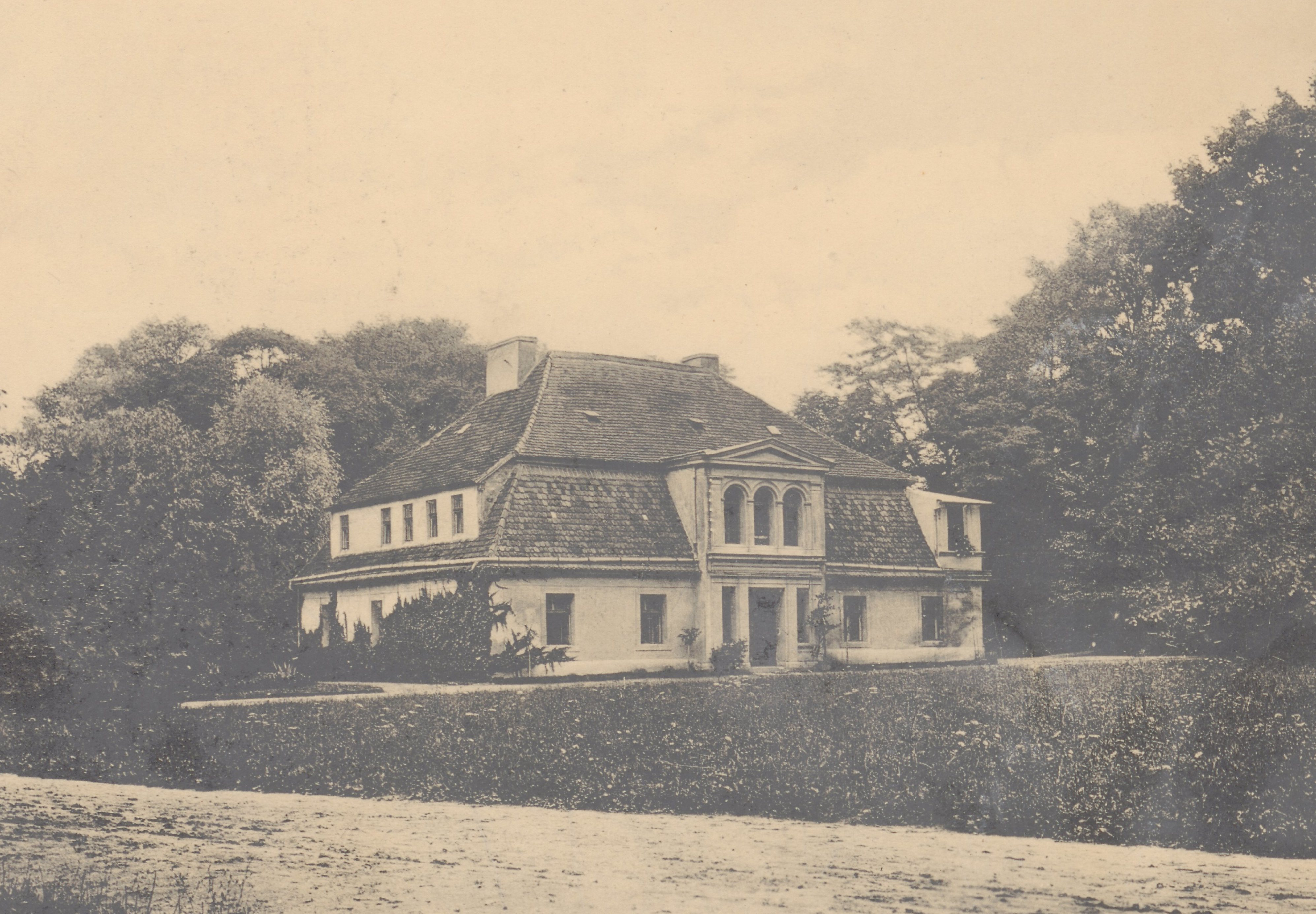
Widok dworu przed 1912.
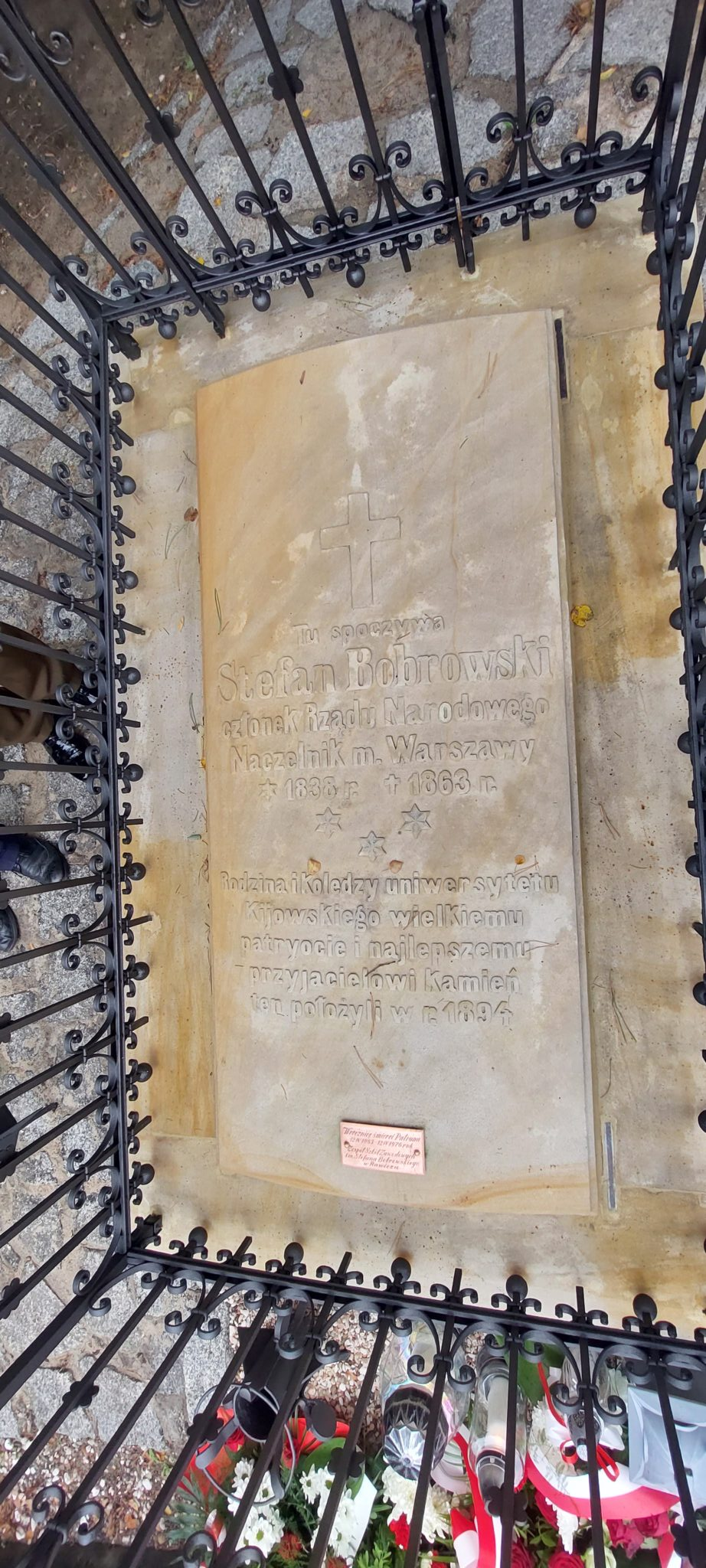
Grób Stefana Bobrowskiego na cmentarzu parafialnym.